# Coppélia
Coppélia  es un ballet sentimental y cómico, en tres actos, con coreografía original de Arthur Saint-Léon para un libreto de ballet de Saint-Léon y Charles Nuitter, y música de Léo Delibes. Está basado en una historia macabra de E. T. A. Hoffmann titulada Der Sandmann (El hombre de arena), publicada en 1815. El ballet se estrenó el 25 de mayo de 1870 en la Ópera de París, con Giuseppina Bozzachi en el rol principal. Sus primeros éxitos fueron interrumpidos por la Guerra franco-prusiana y el cerco de París, pero finalmente  pasó a convertirse en el ballet más interpretado en la Ópera Garnier.
El equipo formado por Saint-Léon y Nuittier ya había conseguido un éxito anterior con el ballet La Source (1860), en el que Delibes había contribuido con una parte de la música. La historia trata acerca de un inventor misterioso y pálido, el Doctor Coppélius que tiene una muñeca danzante de tamaño real. Parece tan realista que Franz, un pueblerino, se enamora de ella, dejando de lado a su verdadero amor, Swanilda, que en el Acto II le muestra su locura al vestirse como una muñeca y pretender cobrar vida. Los divertimentos festivos para el día del matrimonio en las calles del pueblo que ocupan el Acto III son a menudo eliminados en las versiones danzadas modernas, considerando que una de las entrées tiene las primeras czardas presentadas en un ballet. Si el Frankenstein de Mary Shelley representa el lado oscuro del tema del científico como dador de la vida, Coppelia es el lado ligero. Si Giselle es una tragedia que sucede en un pueblo de campesinos, Coppélia es una comedia en el mismo escenario. La parte de Franz fue danzada en travestie, una convención que agradó a los miembros masculinos del Jockey Club de París y se conservó en París hasta la Segunda Guerra Mundial.
Se esperaba que Giuseppina Bozzacchi, la Coppélia original, una joven estudiante de ballet que acababa de cumplir dieciséis años, iba a tener una gran carrera a partir de entonces,  pero enfermó de cólera durante el cerco de París y murió en su decimoséptimo cumpleaños . 
La historia posee influencia de los espectáculos ambulantes de fines del siglo XVIII e inicios del siglo XIX que mostraban a autómatas mecánicos. Esta área del entretenimiento ha sido poco documentada, pero una historia reciente sobre este campo está contenida en The Mechanical Turk de Tom Standage (2002). Estos espectáculos posteriormente influyeron en Charles Babbage cuando inventó la máquina diferencial.

## Cultura popular
Coppélia's Casket (Kopperia no Hitsugi, El féretro de Coppélia),  cantada por el dúo Japonés Ali Project, (Arika Takarano y Katakura Mikiya) es el título de la canción introductoria del anime japonés Noir, la historia de dos asesinas. El féretro de Coppélia hace varias referencias a la historia de Coppélia tales como "La gente es muñecas cansadas de bailar."
También mencionada es la línea "El latido de Coppélia" también traducido como "El pulso de Coppélia" algo que un autómata no posee, y por lo tanto no podrían acostarse en un ataúd.
Coppelia también es el nombre de unas zapatillas de punta para principiantes de la marca Chaccot Co.
La mayor heladería de La Habana, creada por Fidel Castro en 1966 y famosa entre cubanos y turistas, se llama Coppelia en honor a este ballet, que era el favorito de Celia Sánchez, revolucionaria compañera de Fidel y encargada de la creación del local. Fue bautizada como la mejor heladería del mundo y "catedral del helado".